# Syndrome Studio
Das Syndrome Studio ist ein preisgekröntes Kreativstudio, das sich auf Design, Animation und Live-Action-Produktion spezialisiert hat. Der Sitz des Unternehmens ist in Los Angeles, Kalifornien.

## Gründung
Syndrome Studio wurde im Jahr 2002 von Micah Hancock und Mars Sandoval gegründet. Seit der Gründung entwickelt das Studio sein visuelles und technisches Repertoire, um der sich ständig verändernden Landschaft aus Design, Medien und Unterhaltung Lösungen anzubieten. Dabei werden Projekte jeder Größenordnung und über alle Medienformen hinweg betreut. Die Felder Film, Kunst, Musikvideo und der Bereich der Werbung stehen dabei aber besonders im Vordergrund. Unter ihren Kunden sind zahlreiche bekannte Filmfirmen, Musikgruppen und Künstler. Darüber hinaus hat Syndrome Award-Show-Pakete für die MTV Movie Awards, die Primetime Emmys, die Independent Spirit Awards (IFC), die PETA Fashion Awards und viele andere entworfen.

## Projekte
Im Dezember 2012 wurde für den Song Radioactive der US-amerikanischen Band Imagine Dragons von Syndrome ein Musikvideo realisiert. In dem Video ist neben Alexandra Daddario auch der Schauspieler Lou Diamond Phillips in einer markanten Gastrolle als Wettbaron zu sehen. Das Video auf YouTube hat bisher über eine Milliarde Aufrufe. Für den Künstler Eminem wurden im Laufe der Jahre verschiedene Musikvideos umgesetzt.
Ferner lieferte das Syndrome Studio die Broadcast- und Bühnengrafiken für die People's Choice Awards 2017.
In Zusammenarbeit mit der Künstlerin Shakira wurde 2018 deren El Dorado World Tour visuell betreut.

## Musikvideos (Auswahl)
- 2015: Eminem Feat. Sia: Guts Over Fear
- 2015: Jason Derulo: Get Ugly
- 2015: Jason Derulo: Cheyenne
- 2015: Eminem Feat. Royce da 5'9, Big Sean, Danny Brown, Dej Loaf & Trick-Trick: Detroit vs. Everybody
- 2014: Eminem Feat. Slaughterhouse & Yelawolf: Shady
- 2014: Kiesza: No Enemiesz
- 2014: Fall Out Boy: Centuries
- 2013: Eminem: Survival
- 2013: Eminem: Berzerk
- 2012: Imagine Dragons: Radioactive
- 2012: Rita Ora: Radioactive
- 2012: Big Boi Feat. Kelly Rowland: Mama Told Me
- 2011: Labrinth Feat. Tinie Tempah: Earthquake
- 2011: Bad Meets Evil Feat. Eminem & Royce Da 5'9: Fast Lane
- 2010: JLS Feat. Tinie Tempah: Eyes Wide Shut
- 2009: Eminem: 3 a.m.
- 2009: Alicia Keys: Try Sleeping with a Broken Heart
- 2009: Ke$ha: TiK ToK
- 2009: Eminem Feat. Dr. Dre & 50 Cent: Crack a Bottle
- 2008: Estelle Feat. Kanye West: American Boy
- 2008: T-Pain Feat. Lil Wayne: Can't Believe It
- 2008: Danity Kane: Damaged
- 2006: JoJo: How to Touch a Girl
- 2006: Sérgio Mendes Feat. The Black Eyed Peas: Mas que Nada
- 2005: The Black Eyed Peas: Like That

## Auszeichnungen (Auswahl)
The Pixie Awards
- 2014: Auszeichnung Platinum für Pause Fest 2014 in den Bereichen Motion Graphics und Visual Effects[5]
- 2014: Auszeichnung Gold für Pause Fest 2014 im Bereich Animation